# Piegi
Piegi (łac. ephelides) – małe ciemne plamy na skórze. Ich występowanie związane jest z genetycznie uwarunkowanym szybszym tempem syntezy melaniny przez melanocyty.

## Etiologia
Posiadanie piegów jest uwarunkowane genetycznie i wiąże się z posiadaniem odpowiedniego wariantu genu MC1R, zlokalizowanego na chromosomie 16q24.3. Dziedziczenie jest autosomalne dominujące.  
Stymulacja MC1R przez hormon stymulujący α-melanocyty (α-MSH) i inne peptydy proopiomelanokortyny (POMC), prowadzi do zwiększonej adenylocyklazy, a zatem również cAMP, co skutkuje syntezą czarnego fotoprotekcyjnego pigmentu eumelaniny zamiast czerwonej feomelaniny (występującej u osób rudych), która ma być powiązana z uszkodzeniami skóry. Miałoby to wyjaśniać trudności w opalaniu osób o fototypie skóry I oraz powstających niekiedy u nich oparzeniach słonecznych. Dodatkowo feomelanina jest podejrzewana o zwiększanie ryzyka wystąpienia nowotworów skóry ze względu na produkcję wolnych rodników w odpowiedzi na promieniowanie ultrafioletowe.  

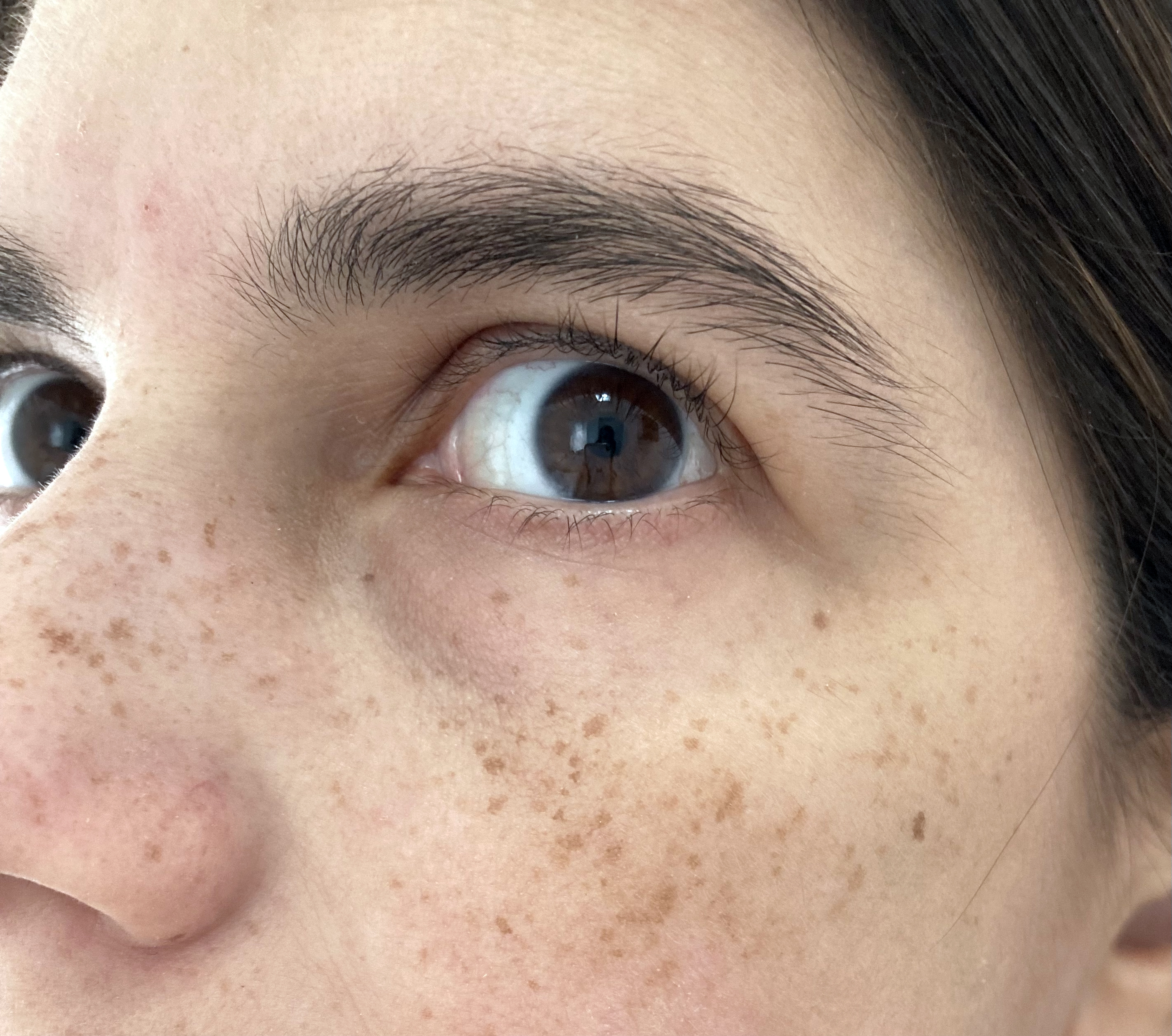
40-letnia kobieta z piegami po ekspozycji słonecznej

Piegi mogą nasilać się w wyniku długotrwałej ekspozycji na słońce, np. przy opalaniu. Światło słoneczne przenikające przez skórę aktywuje melanocyty, co powoduje zwiększenie liczby i pociemnienie piegów.  

## Występowanie
Efelidy (piegi) często mylone są z tzw. plamami soczewicowatymi, szczególnie, że te występują częściej niż same efelidy u osób każdej rasy. Zauważono również powiązania między kolorem włosów i rodzajem skóry, a piegami, co odróżnia je od plam soczewicowatych, które najprawdopodobniej nie są z tym powiązane. Piegi są rozpowszechnione wśród osób rasy kaukaskiej oraz częściej występują u osób o jasnej cerze i z włosami rudymi lub blond. Na podstawie badań klinicznych, stwierdzono, że efelidy występują częściej wśród kobiet i są przeważnie rozmieszczone równomiernie na twarzy, ramionach i tułowiu. Częstotliwość występowania i natężenie zmniejsza się wraz z wiekiem.

## Piegi a nowotwory skóry

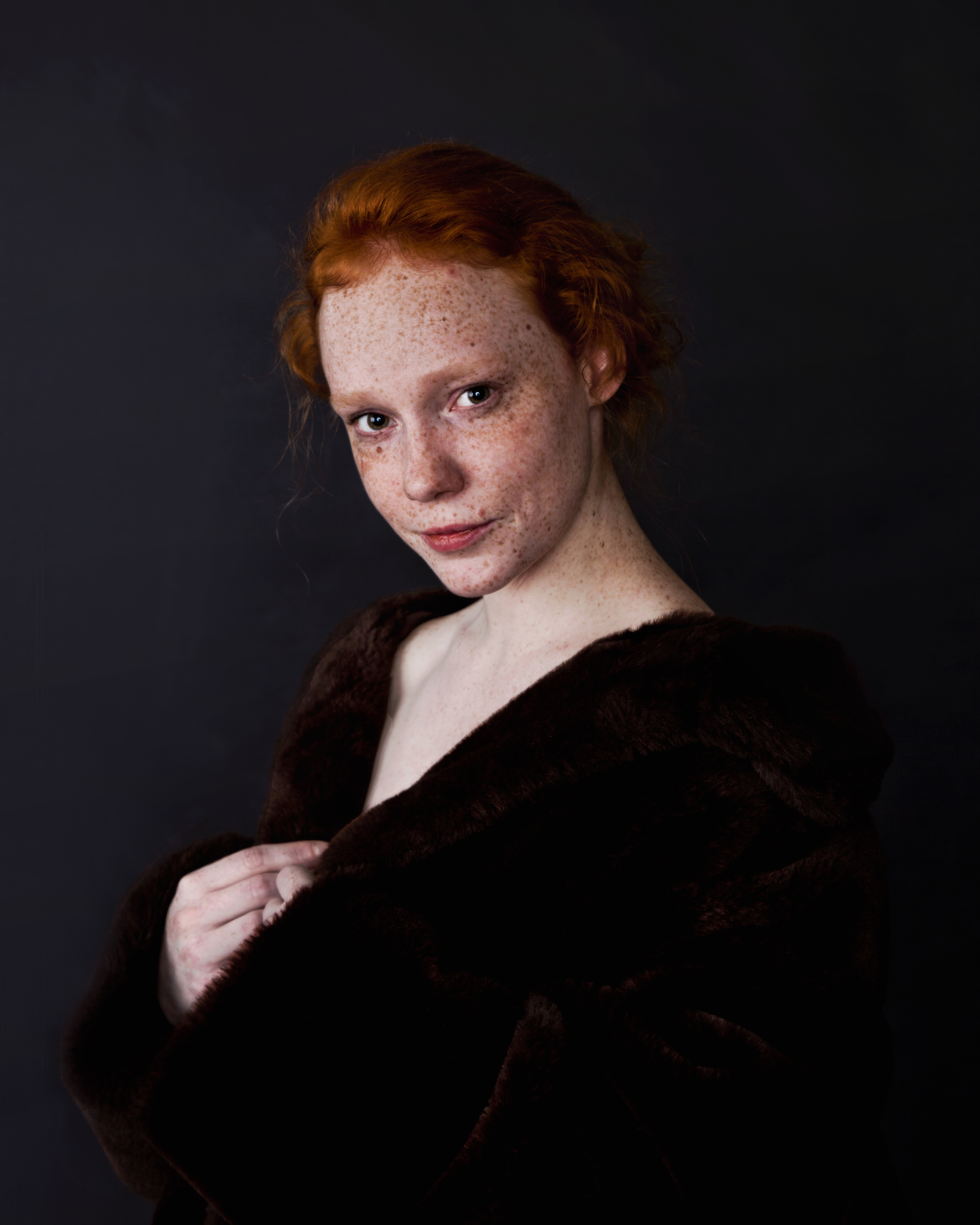
Kobieta z piegami

Według badania prowadzonego w latach 1979-1982 (Dubin i in.), występowanie piegów (podobnie jak licznych znamion) wiąże się dwukrotnie wyższym ryzykiem zachorowania na czerniaka. Jednakże nie wykazano wpływu efelidów na ryzyko zachorowalności na inne nowotwory nieczerniakowe (z wykluczeniem innych rodzajów raka skóry).

## Leczenie
W leczeniu (wyłącznie miejscowym) stosuje się środki złuszczające: maść rezorcynową, maść fenolową 10-20%, oraz działające odbarwiajaco:  maść perhydrolową 30%, 10% maść z estrem monobenzylowym hydrochinonu. W celu zapobiegania piegom należy unikać promieniowania słonecznego lub stosować maści. Najnowszą metodą usuwania piegów jest mikrodermabrazja. Piegi nie są związane z żadnymi chorobami skóry, ale ludzie piegowaci są nieznacznie bardziej narażeni na oparzenia słoneczne i na raka kolczystokomórkowego i podstawnokomórkowego skóry.